# Dubravka Šimonović

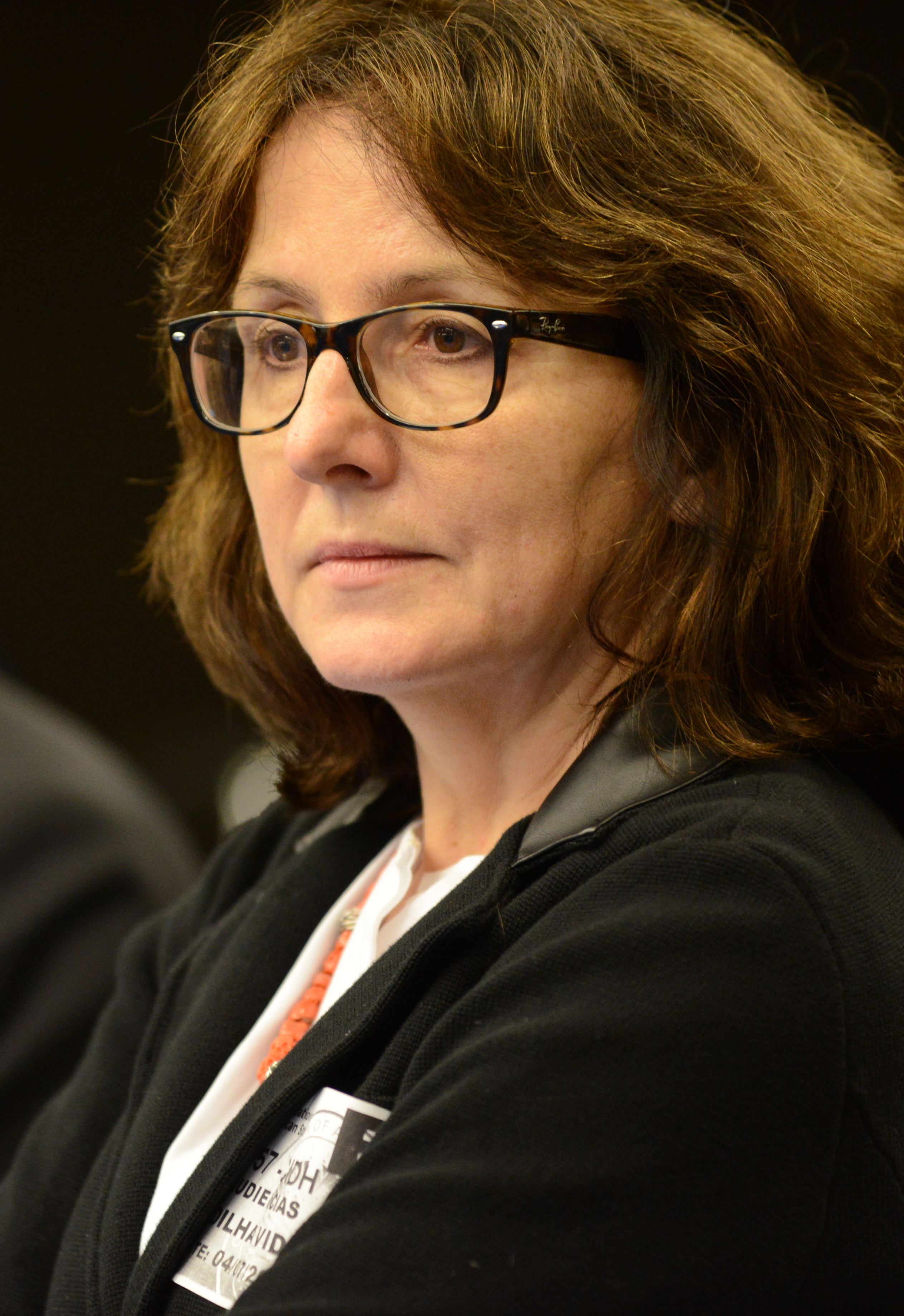
Dubravka Šimonović (2016)

Dubravka Šimonović (* 11. August 1958 in Zagreb) ist eine kroatische Rechtswissenschaftlerin und Menschenrechtsexpertin. Sie ist auf nationaler, europäischer und internationaler Ebene tätig. Von 2015 bis 2021 war sie Sonderberichterstatterin zu Gewalt gegen Frauen beim UN-Menschenrechtsrat.

## Herkunft und Ausbildung
Šimonović wurde 1958 in Zagreb geboren. Sie studierte Rechtswissenschaften, 1984 legte sie ihr juristisches Examen ab. An der Universität Zagreb erwarb sie 1991 den Masterabschluss und promovierte 1997 in Familienrecht.

## Karriere

### Kroatien
Von 1982 bis 1988 war Šimonović anwaltlich tätig. In der Folge war sie Leiterin der Abteilung für Rechtsfragen und Administration des Vuk Vrhovac-Instituts. 1992 wechselte sie in den Staatsdienst und wurde Beraterin des stellvertretenden kroatischen Premierministers. 1994 übernahm sie die Abteilung für Menschenrechte im Außenministerium. Sie war Delegierte der Weltbevölkerungskonferenz 1994 in Kairo und bei der vierten Weltfrauenkonferenz 1995 in Peking. 1997 ging sie für Kroatien als stellvertretende Generalkonsulin nach New York. 1998 bis 2002 war sie bevollmächtigte Ministerin bei der ständigen Vertretung Kroatiens bei den Vereinten Nationen mit Zuständigkeit für das dritte Komitee für Menschen- und Frauenrechte. Danach übernahm sie nochmals die Menschenrechtsabteilung im Außenministerium, von 2006 bis 2011 hatte sie den Rang einer Botschafterin bei der OSZE und den Vereinten Nationen in Wien.
Neben ihren politischen Aufgaben war sie in Kroatien von 2002 bis 2010 Mitglied der nationalen Bioethik-Kommission (2002–2010), Mitglied des nationalen Kinderrechtsrates (2003–2008) und Mitglied in der nationalen Kommission zur Situation der Roma (2004–2008).

### Europa
Šimonović war von 2006 bis 2008 Mitglied der Task Force to Combat Violence against Women des Europarats, zeitweise als Vorsitzende.
2008 bis 2010 war sie Mitvorsitzende des Komitees, das für den Europarat die Konvention zu Gewalt gegen Frauen und häusliche Gewalt vorbereitete, die 2014 in Kraft trat und als die Istanbul-Konvention bekannt ist.

### Vereinte Nationen
Von 2000 bis 2002 war sie Leiterin der UN-Frauenrechts-Kommission (CSW).
Von 2001 bis 2003 war sie Mitglied des Beirates des Entwicklungsfonds der Vereinten Nationen für Frauen (UNIFEM), der einen Bericht über den globalen Fortschritt für Frauen erstellte.
Von 2005 bis 2012 war sie Mitglied und zeitweise Vorsitzende des UN-Ausschusses für die Beseitigung der Diskriminierung der Frau (CEDAW).
Šimonović wurde 2015 zur Sonderberichterstatterin zu Gewalt gegen Frauen für den UN-Menschenrechtsrat. 2018 wurde ihr Mandat bis 2018 verlängert. Sie berichtete aus allen Teilen der Welt, auch entwickelten westlichen Staaten. 2021 veröffentlichte sie einen großen Report, in dem die Menschenrechtssituation von Frauen in 105 Staaten der Erde dargestellt und verglichen wurde.

### Akademische Lehre
Sie war Dozentin an der Harvard Law School, der Nottingham University, dem Urban Morgan Institute for Human Rights der University of Cincinnati und dem Women’s Human Rights Training Institute der Bulgarian Gender Research Foundation. Zuletzt war sie von 2016 bis 2018 Gastprofessorin am Centre for Women, Peace and Security der London School of Economics.

## Privates
Neben ihrer Muttersprache Kroatisch spricht Šimonović Englisch und Deutsch, sie ist verheiratet und hat zwei Kinder.